# 8 × 50 mm R Lebel

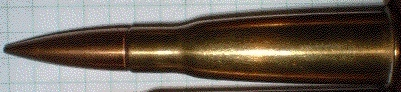
Náboj 8 x 57 R Lebel

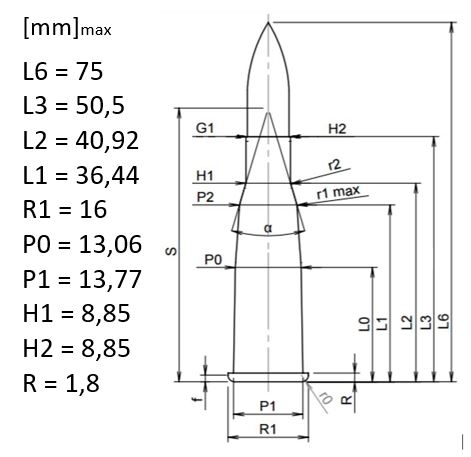
Základní rozměry náboje

8 × 50 mm R Lebel je puškový náboj se středovým zápalem. Pochází z Francie a jde o první zavedený vojenský náboj používající bezdýmný střelný prach. Náboj nevznikl jako zcela nová konstrukce, ale zaškrcením a zkrácením staršího náboje 11 × 59 mm R Gras. To zapříčinilo poměrně rychlé zastarání náboje, který se později ukázal jako nevhodný pro samočinné zbraně a to nejenom protože měl okraj, ale především pro velkou šířku nábojnice. Nábojnice má silně lahvovitý tvar, tělo je tvořeno dvojitým kuželem a dno je vypouklé. Když byla původní střela s oblou špičkou nahrazena modernější se špičatou střelou, byla nejpočetnější zbraní francouzské armády puška Lebel Mle 1886 M93, která používala trubicový zásobník pod hlavní. Mohlo se stát, že by tlak špičky střely na zápalku nábojnice před ní inicioval explozi nábojů v zásobníku. Tento problém byl vyřešen přidáním drážky po obvodu dna nábojnice, do které se zaklesla špička střely následujícího náboje a tak nemohla přijít do kontaktu se zápalkou.
Náboj byl používán v různých armádách v letech 1886 – 1944. Armády které používaly zbraně s tímto nábojem: francouzská, řecká, americká, italská a španělská (republikánské síly v občanské válce).

## Označení a varianty
- 8 × 51 R Lebel – podle C.I.P.
- 8 × 50 R Lebel – jiné označení pro stejný náboj používané v některých zdrojích[1]
- DWM 472
- 8 mm francouzský M 86
- 8 mm Lebel – toto označení není jednoznačné, protože bývá použito i pro munici do revolveru Model 1892 (taktéž "Lebel revolver") s ráží 8 mm. V tomto případě jde ale o střelivo, které není zaměnitelné. [2]
- 8 mm Lebel (M/93 M1e 86)
- 8 mm m1e 1886 M
- 8 × 50 R
- 8 × 51 R
- Patrone S 304 (f)

Varianty a označení používaná ve francouzské armádě.

- 8mm Lebel M.1886
- 8mm Lebel M.1886 D
- 8mm Lebel M.1886 B5

Kde 8mm je označení ráže, Lebel je označení zbraně pro kterou byl náboj určen, M- model – vojenský náboj, 1886 rok zavedení do výzbroje. D, B 5 druhy střel.
Příklady použitých střel:
- D – střela lisovaná z tombaku. Vpředu ukončena ostrým ogiválem, hmotnost 12,8 g;
- B 5 – plášťová střela s olověným jádrem. hmotnost 15 g.

## Příklady zbraní, které používaly tento náboje
Náboj byl použit jak ve vice puškách:
- Lebel Mle 1886 M93
- Fusil Gras Mle 1874
- Berthier Mle 1890, Mle 1892, M1916
- Fusil Mle 1902, Mle 1907
- Fusil Mle 1916

Náboj byl použit I v několika konstrukcích lehkých kulometů, jako například :
- Hotchkissův kulomet – modely Mle 1897, Mle 1900 and the Mle 1909 a M1914
- Model 1915 (Chauchat)
- St. Étienne Mle 1907

## Základní parametry náboje
- Pmax = 3200 bar
- PK = 3680 bar
- PE = 4000 bar
- EE = 3300 J